# 3-5-2

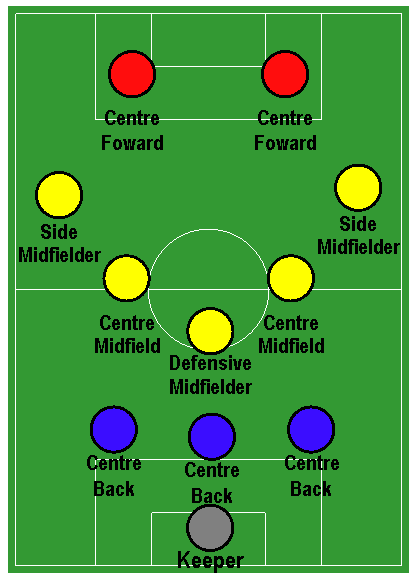
Il 3-5-2

Il 3-5-2 è un modulo di gioco del calcio. Consiste nello schierare 3 difensori, 5 centrocampisti e 2 attaccanti.

## Il modulo
Tale schieramento, inizialmente sviluppatosi nel calcio italiano sul finire degli anni 1970, può essere visto sia come un'evoluzione dello storico catenaccio sia, soprattutto, come una derivazione della zona mista, modulo molto in voga nel succitato decennio; in particolare, per la capacità di ribaltare in breve tempo l'azione da difensiva a offensiva, cogliendo di sorpresa gli avversari tramite l'arma del contropiede, il 3-5-2 viene letto come una rinnovata versione del tradizionale gioco all'italiana. Al campionato del mondo 1986 e alla nazionale che lo vinse, l'Argentina del commissario tecnico Carlos Bilardo, venne in seguito fatta ricondurre la nascita "moderna" di tale schieramento.
Tatticamente parlando, nel 3-5-2 il ruolo fondamentale è ricoperto dai laterali di centrocampo, detti anche esterni o tornanti: il loro contributo dev'essere infatti determinante sia in fase difensiva sia offensiva. La retroguardia si compone di 3 elementi: questi possono essere tutti difensori centrali, con i primi due deputati alla marcatura a uomo, e il terzo ad agire da libero nonché chiamato a chiudere l'eventuale diagonale; oppure due terzini ai fianchi dell'unico centrale di ruolo, con questo ultimo anche qui all'occorrenza utilizzabile da libero. A questi, nel corso della gara, si può aggiungere un esterno fluidificante per ampliare la copertura difensiva in caso di avanzata avversaria dalle fasce laterali. In attacco, le 2 punte si posizionano solitamente una al fianco dell'altra: tuttavia possono anche disporsi in verticale, con quella più arretrata che va in tal caso ad agire da trequartista o mezzapunta, generando di fatto la variante 3-5-1-1.
Tutto ciò porta il 3-5-2 a essere percepito come uno schieramento più difensivo che offensivo, poiché in fase di non possesso la linea arretrata, oltre alla succitata possibilità di diventare a 4 elementi tramite la diagonale di uno degli esterni, può più spesso aumentare a 5 elementi tramite il contemporaneo ripiegamento di entrambi i laterali di centrocampo. Questo modulo è infatti generalmente visto come una variante del 5-3-2, da cui si distanzia principalmente per il lavoro dei due esterni di fascia, maggiormente votato alla fase d'attacco; in questo senso, non è inusuale l'utilizzo nel ruolo di ali cui vengono assegnati anche compiti difensivi, o terzini cui viene lasciata libertà di spinta: entrambi i calciatori, rispetto a quelli impiegati in schieramenti basati sulla difesa a 4, devono vantare tra le loro qualità corsa, resistenza, senso della posizione e una buona tecnica di base per rendere al meglio all'interno di un 3-5-2, che, se da una parte offre molte garanzie sul versante difensivo, dall'altro rischia di risultare sterile sul piano offensivo in caso di insufficiente apporto da parte dei succitati laterali.

## Squadre che hanno utilizzato il 3-5-2
- L'Argentina di Carlos Bilardo, vincitrice del campionato del mondo 1986.[4][5]
- Il Parma di Nevio Scala, vincitore di Coppa Italia, Coppa delle Coppe, Supercoppa UEFA e Coppa UEFA fra il 1992 e il 1995.[4][5][6]
- I Rangers di Walter Smith, vincitori di sette campionati scozzesi consecutivi (1990-91, 1991-92, 1992-93, 1993-94, 1994-95, 1995-96 e 1996-97).[4]
- Il Perugia di Serse Cosmi, vincitore della Coppa Intertoto 2003.[7][8]
- Il CSKA Mosca di Valerij Gazzaev, vincitore della Coppa UEFA 2004-05.[4]
- La Juventus di Antonio Conte prima[9] e Massimiliano Allegri poi,[10][11] vincitrice di sei campionati italiani consecutivi (2011-12, 2012-13,[12] 2013-14, 2014-15,[13] 2015-16 e 2016-17[14]).

## Varianti
Oltre al 5-3-2, dai tratti ancor più difensivi, altra classica variante del 3-5-2 è il 3-5-1-1: la sostanziale differenza è nel fatto che la squadra si schiera con una sola punta di ruolo, supportata da un trequartista o da un ulteriore centrocampista offensivo.